# Louise de Ramezay
Louise de Ramezay, född 6 juli 1705 i Montreal, död 22 oktober 1776 i Chambly, var en kanadensisk feodal godsägare och industrialist. Hon var särskilt känd för sina insatser inom sågverksindustrin. 
Louise de Ramezay var dotter till Claude de Ramezay (d. 1724), guvernör i Montreal, och Marie Charlotte Denys de La Ronde (d. 1742). Hon gifte sig aldrig. 
På 1730-talet började hon engagera sig i en del av familjens företag, särskilt sågverket vid Rivière des Hurons i seigneuriet Chambly. 1739 tog hon själv över driften av sågverket och drev det sedan till 1765. Sågverket försåg skeppsvarvet i Quebec med timmer. Hon inspekterade själv verksamheten och sålde timret, och åtnjöt stor framgång.  Hon drev också 1745-61 ett sågverk i kompanjonskap med Marie-Anne Legras vid Notre-Dame de Bonsecours, och ett tredje sågverk i kompanjonskap med Jean Chartier vid La Livaudière vid Lake Champlain från 1746. 
Förutom sågverk drev hon även ett garveri med Pierre Robereau från 1749. Hon var främst bosatt i Montreal. Hon ägde också halva seigneury de Bourchemin och en del i seigneurierna Ramezay, Monnoir, och Sorel. 
Louise de Ramezay beskrivs som en administrativ begåvning och kallades i bevarade dokument för "den mycket ädla damen". Som tillhörande det dåtida Kanadas aristokratiska elit använde hon sina kontakter med myndigheterna för att bli en av sin samtids största industrialister såväl som godsägare, två områden där endast en liten minoritet av hennes samtid i Kanada ska ha nått samma framgång.